# Ježův hrad
Ježův hrad, ursprünglich Burg Vícov, ist die Ruine einer Höhenburg in Tschechien. Sie liegt fünf Kilometer nordwestlich von Plumlov in der eingeschränkt zugänglichen Randzone des Truppenübungsplatzes Březina im Okres Vyškov.

## Geographie
Die Burgruine befindet sich inmitten eines ausgedehnten Waldgebietes des Drahaner Berglandes auf einem bewaldeten Felssporn zwischen den Bächen Hloučela und Repešský potok. Nördlich liegt die mittelalterliche Stadtwüstung Městisko, südlich die Burgstätte Oberská vrata und die Reste der Burg Smilův hrad sowie nordwestlich das Oppidum Staré Hradisko und die Burgruine Čertův hrádek. Im Süden führt der Greenway Krakau-Mähren-Wien durch das Tal des Repešský potok.
Umliegende Ortschaften sind Stínava und Holubice im Norden, Vícov im Nordosten, Ohrozim im Osten, Hamry und Žárovice im Südosten, Drahany und Bousín im Südwesten, Repechy und Protivanov im Westen sowie Malé Hradisko und Okluky im Nordwesten.

## Geschichte
An der Stelle der Burg befand sich eine prähistorische befestigte Siedlung.
Die erste schriftliche Erwähnung von „Wyčow“ erfolgte im Jahre 1355 im Prädikat des Henslin von Wyčow (Henzlín z Vícova). Drei Jahre später wird derselbe Henslin als Besitzer der Burg, zu der die Dörfer Vícov und Stínava gehörten, genannt. 
Markgraf Jobst von Mähren verpfändete die Burg 1379 an Oldřich von Boskowitz. Im Jahre 1389 ließ Markgraf Jobst die Burg im Zuge einer Strafexpedition gegen Oldřichs Sohn Jan Ozor von Boskowitz von seinen Truppen erobern und belehnte Peter von Krawarn mit dessen Gütern. Wenig später erwarb Ješek Puška von Kunstadt die Burg; nach ihm erhielt sie später den Namen Ježův hrad (Ješeks Burg). Ješeks Sohn Jan Puška von Kunstadt verkaufte sie 1408 zusammen mit dem Dorf Vícov und einer Hälfte von Stínava seinem Bruder Heralt Puška von Kunstadt.
Im Jahre 1418 wurde Wyčow als Zubehör der Burg Otaslavice erwähnt; die Burg Wyčow lag wahrscheinlich schon zu dieser Zeit wüst. Die letzte urkundliche Erwähnung erfolgte 1512, als Ladislav von Boskowitz das Gut Czech mit allem Zubehör, darunter auch das Dorf Vícov, mit einer öden Feste, an Wilhelm von Pernstein veräußerte, der das Gut seiner Herrschaft Plumenau zuschlug.

## Anlage
Die Burg wurde auf dem höchsten Punkt eines zwischen die Täler der Hloučela und des Repešský potok hineinragenden Bergsporns, der nur im Westen mit dem dort steil abfallenden Hochland in Verbindung steht, errichtet. Die Anlage bestand aus einer Vorburg mit trapezförmigem Grundriss sowie der aus einem turmartigen Palas bestehenden Kernburg. 
In der Umgebung des ehemaligen Nordtores ist eine dicke Zwingermauer erhalten, außerdem finden sich Reste von Wällen und Gräben.